# Torre Presidente
Presidente Plaza es un complejo de usos mixtos, ubicada en San Salvador, El Salvador, que pertenece al Área Metropolitana de San Salvador. Es un proyecto del grupo salvadoreño Inversiones Bosh S.A. de C.V, cuenta con 23 niveles de los cuales 3 son subterráneos y 20 son sobre nivel de calle y mide 94 metros de altura, lo que la convierte en uno de los rascacielos más alto de El Salvador

## Descripción
El proyecto se construyó en un área frente al Hotel Presidente y una de las zonas más exclusivas y comerciales de la Capital la torre es parte de un proyecto de usos múltiples que se desarrollará en 1 fase sobre una superficie total de 75 mil metros cuadrados, la construcción de la torre es de uso mixto, 4 Niveles comerciales, 4 Niveles pisos corporativos, 6 niveles hotel 80 habitaciones, 3 niveles de salones para eventos y terraza techada con vista 360°.
El Centro Comercial 4 Niveles con un área comercial, restaurante y techo retráctil, el complejo completo tendrá por nombre Presidente Plaza. El plan del proyecto incluye el Hotel existente de cinco estrellas, edificios de oficinas, la mayoría de apartamentos en altura y el centro comercial, más el teatro.
Se cuenta con un Helipuerto cerca del complejo el cual se ha considerado para emergencias poder evacuar personas además para transportar a las personas que lo requieran de forma cotidiana.

## Complejo Presidente Plaza
El edificio fue diseñado por el arquitecto Juan José Rodríguez Jr. La fachada de la torre brinda un estilo de modernidad y ambiente de trabajar y habitar con iluminación y ventilación natural.
Presidente Plaza, un complejo comercial y corporativo con más de 60,000 metros cuadrados ubicado en el corazón de la Zona Rosa de San Salvador, la obra cuenta con una inversión de $85 millones de dólares la obra cuenta con una torre de 23 niveles, que albergará oficinas, un hotel, oficinas corporativas, y un estacionamiento para 900 vehículos, al corazón del complejo, estará ubicado el centro comercial cuenta con 100 locales y un food court.
La torre tendrá 100 metros de alto, distribuidos en cuatro pisos para el centro comercial, cuatro para las oficinas, seis para el hotel de 80 habitaciones y tres salones adicionales para eventos y convenciones, el lunes 15 de abril de 2024 se inauguraron las oficinas de Google El Salvador y se colocaron las letras de Google en la parte más alta del edificio. 
- Datos: Q97168800

## Anexos
- Anexo:Edificios más altos de Centroamérica
- Anexo:Edificios de El Salvador
- Anexo:Países por altura máxima de rascacielos